# Kerk van Oldeholtwolde
De kerk van Oldeholtwolde is een kerkgebouw in Oldeholtwolde in de Nederlandse provincie Friesland. Het gebouw is een gemeentelijk monument.

## Geschiedenis
Het kerkgebouw en de pastorie werden in 1875 gebouwd voor de Hervormde Gemeente van Oldeholtwolde en Idzard.
De driezijdig gesloten zaalkerk (naar plannen van T.D. Gaastra)  heeft neogotische spitsboogvensters en een half ingebouwde toren van drie geledingen met ingesnoerde spits. In 2001 werd het dak en de toren gerestaureerd. Het orgel uit 1905 werd gemaakt door Johan Frederik Kruse.

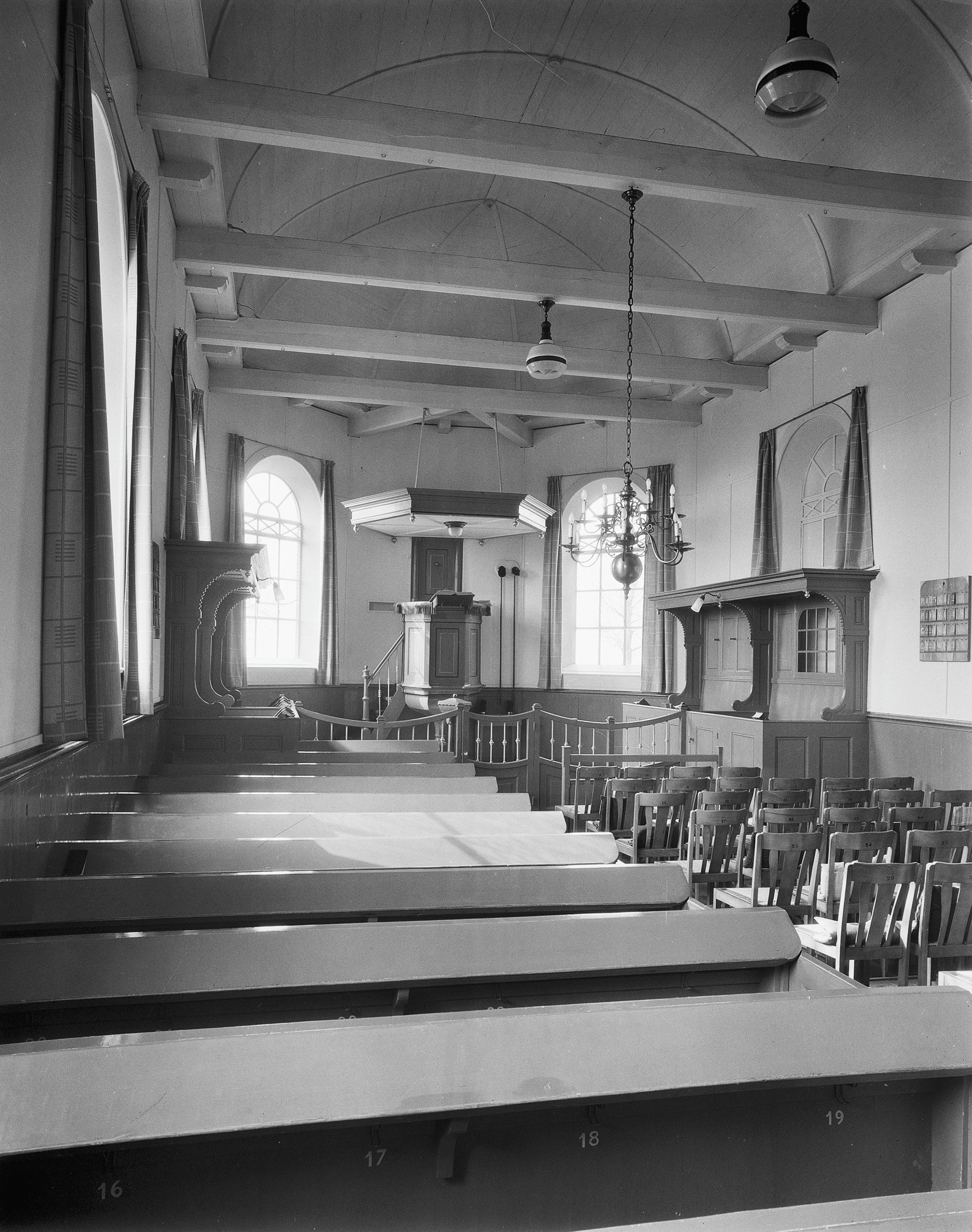
Interieur met preekstoel
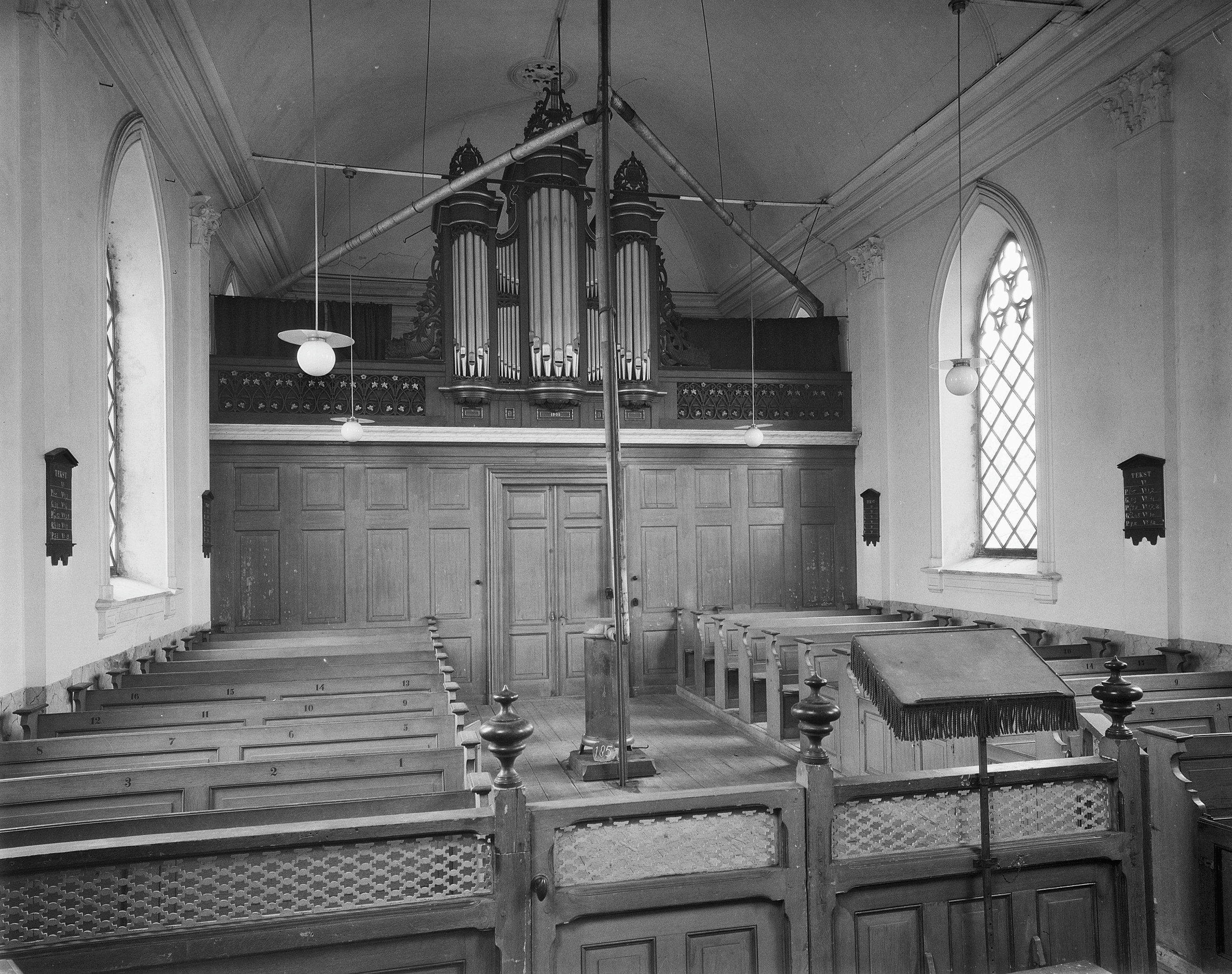
Interieur met orgel (1959)
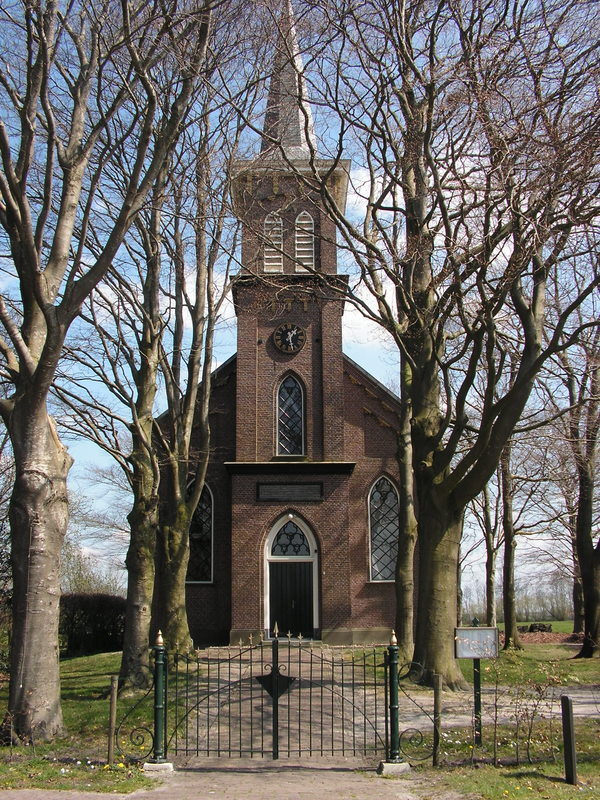
Westzijde (2008)

De kerk behoorde tot de PKN Gemeente Ter Holten:Oldeholtpade-Nijeholtpade-Oldeholtwolde-Ter Idzard. In 2024 werd het kerkgebouw verkocht aan filmregisseur Steven de Jong.